# Tallacaps
|  | No s'ha de confondre amb Tallafilferros. |

|  | No s'ha de confondre amb Trencacaps. |

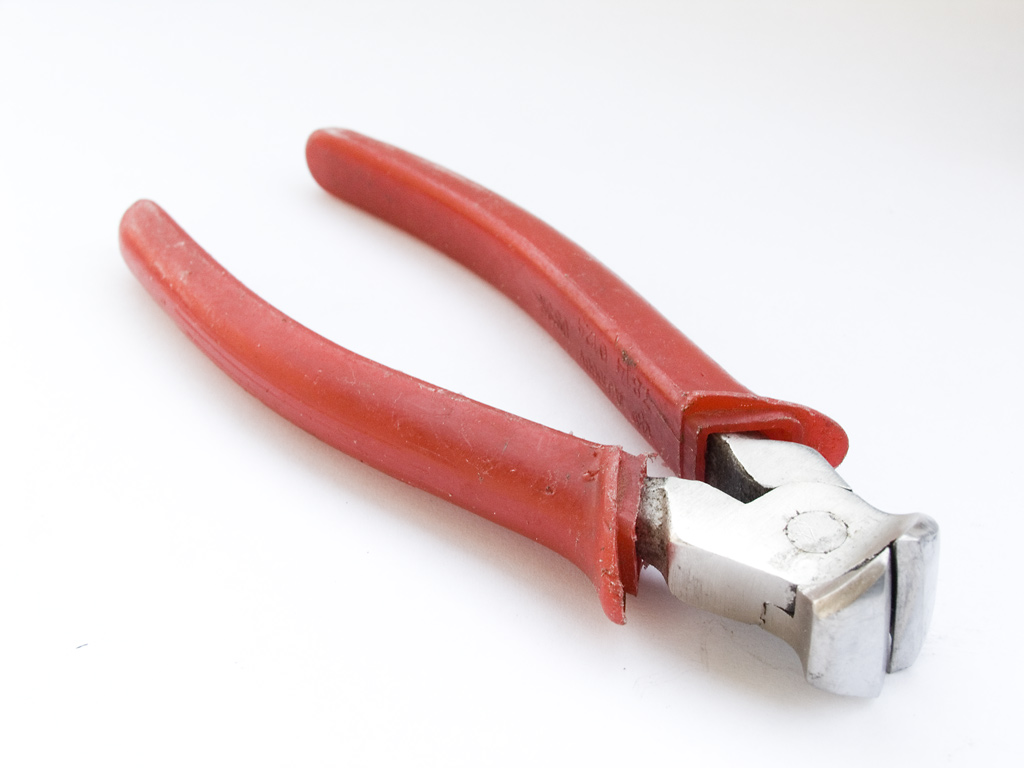
Tallacaps de mida estàndard

El tallacaps (en anglès end cutting wire knipper) o també tallafilferros frontal, és una eina que talla per pressió i de forma neta cables elèctrics, filferros o cables metàl·lics. Té un disseny similar al tallafilferros lateral, del qual es diferencia en la funció de tall que és frontal en lloc de ser lateral, fent que el capçal sigui més curt, amb un braç de palanca més gran. La diferència essencial rau en el fet que les vores de tall no es troben paral·lels amb els mànecs per on s'agafen, sinó formant un angle de 90 graus amb els mateixos. Això permet tallar claus o cargols que sobresurten d'una superfície, en condicions de treball estrictes.

## Tipus

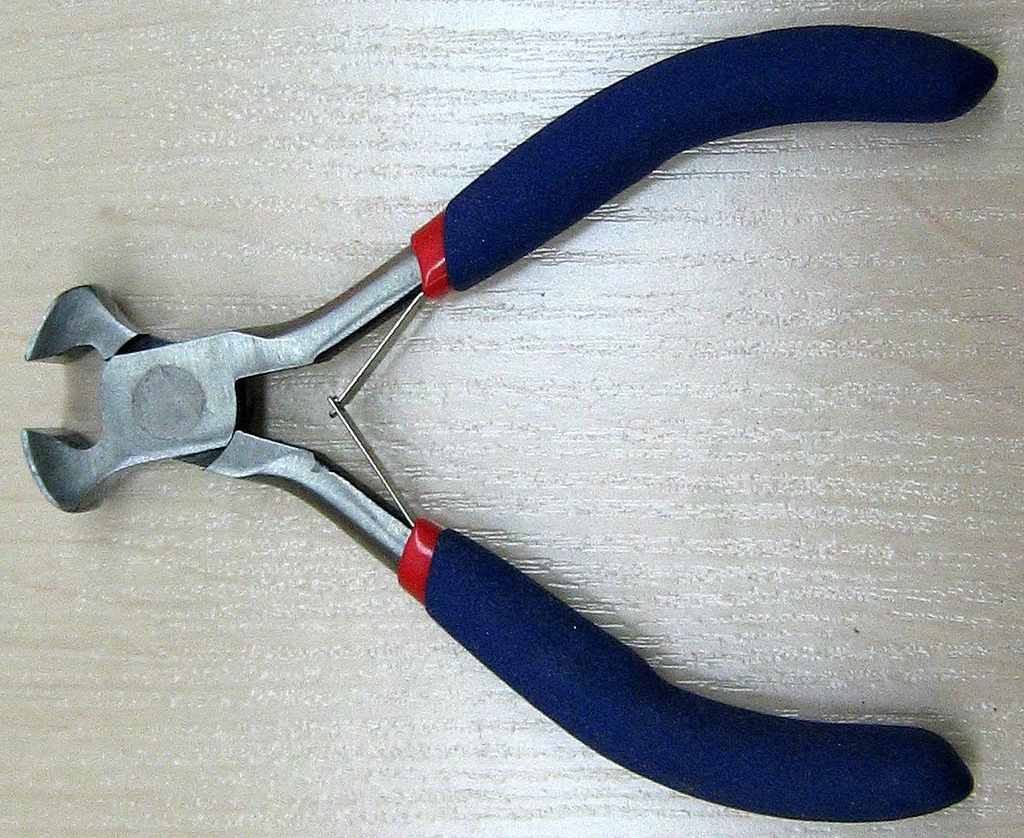
Tallacaps d'ús electric

A part dels tipus emprats en el bricolatge en general, n'hi d'adaptats a moltes especialitats del món de l'artesania, com per exemple per a: tapissers, basters i sabaters, entre d'altres, així com per a les disciplines que tenen a veure amb l'electricitat. Els últims desenvolupaments en el camp dels tallacaps es caracteritzen per les vores de tall inclinades fins a 45ª, fent que els límits entre els tallafilferros laterals i els tallacaps frontals es difuminin.

## Tallacaps articulat
Una varietat especial del tallacaps és el tallacaps de palanca. Aquestes alicates, tenen una palanca composta que permet una multiplicació de la força final, mesuren uns 200 mm o més i s'utilitzen per tallar cables, claus i cargols més gruixuts.